# Wesmael's zandspinnendoder
De wesmael's zandspinnendoder (Arachnospila wesmaeli) is een vliesvleugelig insect uit de familie van de spinnendoders (Pompilidae). De wetenschappelijke naam van de soort is voor het eerst geldig gepubliceerd in 1870 door Carl Gustaf Thomson.